# Joe South
Joe South (* jako Joseph Alfred Souter; 28. února 1940 – 5. září 2012) byl americký zpěvák, písničkář a kytarista a producent. Nejvíce se proslavil skladbou "Games People Play", za kterou v roce 1970 obdržel cenu Grammy a v roce 1972 byl nominován se skladbou "Rose Garden".
Na úspěch písně Games People Play navázal triem dalších hitů Don’t it Make You Want to Go Home, Walk a Mile in My Shoes, kterou zpíval Elvis Presley a později skupina Coldcut a baladou Children. Je také autorem písně Hush, která proslavila skupina Deep Purple.
Doprovázel Boba Dylana na kytaru na albu Blonde on Blonde, hraje několik úvodních akordů na Danelectro Guitar Sitar na začátku písně Chain of Fools, kterou zpívá Aretha Franklin.
South byl uveden do  Nashville Songwriters Hall of Fame v roce 1979. V roce 2003 byl uveden do Georgia Music Hall of Fame a vystupoval na úvodním ceremoniálu.
Zemřel ve svém domě v Bufordu v Georgii severovýchodně od Atlanty 5. září 2012 na srdeční selhání.

## Diskografie

### Alba
| Rok  | Album                              | Pozice | Pozice     | Pozice | Známka  |
| Rok  | Album                              | US     | US Country | CAN    | Známka  |
| ---- | ---------------------------------- | ------ | ---------- | ------ | ------- |
| 1968 | Introspect                         | 117    | —          | —      | Capitol |
| 1969 | Games People Play                  | —      | —          | —      | Capitol |
| 1969 | Don't It Make You Want to Go Home? | 60     | 39         | 36     | Capitol |
| 1970 | Greatest Hits                      | 125    | —          | 88     | Capitol |
| 1971 | Joe South                          | 207    | —          | —      | Capitol |
| 1971 | Joe South Story                    | —      | —          | —      | MGM     |
| 1971 | So the Seeds Are Growing           | —      | —          | —      | Capitol |
| 1972 | A Look Inside                      | —      | —          | —      | Capitol |
| 1975 | Midnight Rainbows                  | —      | —          | —      | Island  |
| 1976 | You're the Reason                  | —      | —          | —      | Gusto   |
| 1990 | The Best of Joe South              | —      | —          | —      | Rhino   |
| 1999 | Retrospect: The Best of Joe South  | —      | —          | —      | Koch    |
| 2001 | Anthology: A Mirror of His Mind    | —      | —          | —      | Raven   |
| 2002 | Classic Masters                    | —      | —          | —      | Capitol |